# Rosso Orvietano
Unter der Bezeichnung Rosso Orvietano DOC oder Orvietano Rosso werden italienische Rotweine aus der Provinz Terni in der Region Umbrien vermarktet. Sie besitzen seit 1998 eine „kontrollierte Herkunftsbezeichnung“ (Denominazione di origine controllata – DOC), die zuletzt am 7. März 2014 aktualisiert wurde.

## Erzeugung
Rosso Orvietano wird in vielen verschiedenen Weintypen angeboten:

### Fast sortenreine Weine
Bei den folgenden Weine muss die genannte Rebsorte zu mindestens 85 % enthalten sein. Höchstens 15 % andere rote Rebsorten, die für den Anbau in der Region Umbrien zugelassen sind, dürfen – einzeln oder gemeinsam – zugesetzt werden.
- Rosso Orvietano Aleatico
- Rosso Orvietano Cabernet Franc und Rosso Orvietano Cabernet Sauvignon
- Rosso Orvietano Canaiolo
- Rosso Orvietano Ciliegiolo
- Rosso Orvietano Merlot
- Rosso Orvietano Pinot nero
- Rosso Orvietano Sangiovese

### Verschnittwein
- Rosso Orvietano oder Orvietano Rosso. Muss zu mindestens 70 % aus den Rebsorten Aleatico, Cabernet Franc, Cabernet Sauvignon, Canaiolo, Ciliegiolo, Merlot, Montepulciano, Pinot nero und/oder Sangiovese – einzeln oder gemeinsam – bestehen. Höchstens 30 % andere rote Rebsorten, die für den Anbau in der Region Umbrien zugelassen sind, dürfen – einzeln oder gemeinsam – zugesetzt werden.

## Anbau
Der Anbau und die Vinifikation der Weine sind nur gestattet in der Provinz Terni in den Gemeinden: Allerona, Alviano, Baschi, Castel Giorgio, Castel Viscardo, Fabro, Ficulle, Guardea, Montecchio, Montegabbione, Monteleone d’Orvieto, Orvieto, Porano und San Venanzo.

## Beschreibung
Gemäß Denomination (Auszug):

### Rosso Orvietano
- Farbe: intensiv rubinrot, bisweilen mit violetten Reflexen
- Geruch: weinig, manchmal nach Kräutern
- Geschmack: weich, elegant, samtig
- Alkoholgehalt: mindestens 11,5 Vol.-%
- Säuregehalt: mind. 4,0 g/l
- Trockenextrakt: mind. 18,0 g/l